# Acacia angustissima
Acacia angustissima är en ärtväxtart som först beskrevs av Philip Miller, och fick sitt nu gällande namn av Carl Ernst Otto Kuntze. Acacia angustissima ingår i släktet akacior, och familjen ärtväxter.

## Underarter
Arten delas in i följande underarter:
- A. a. angustissima
- A. a. chisosiana
- A. a. hirta
- A. a. shrevei
- A. a. suffrutescens
- A. a. texensis

## Bildgalleri

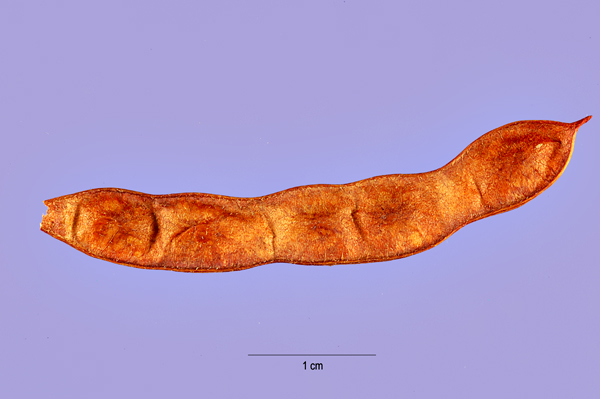
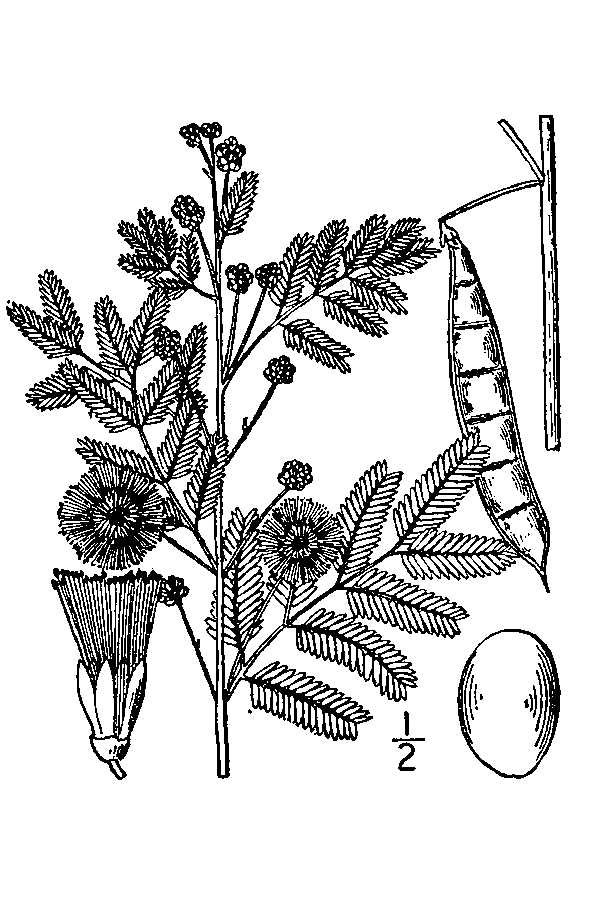
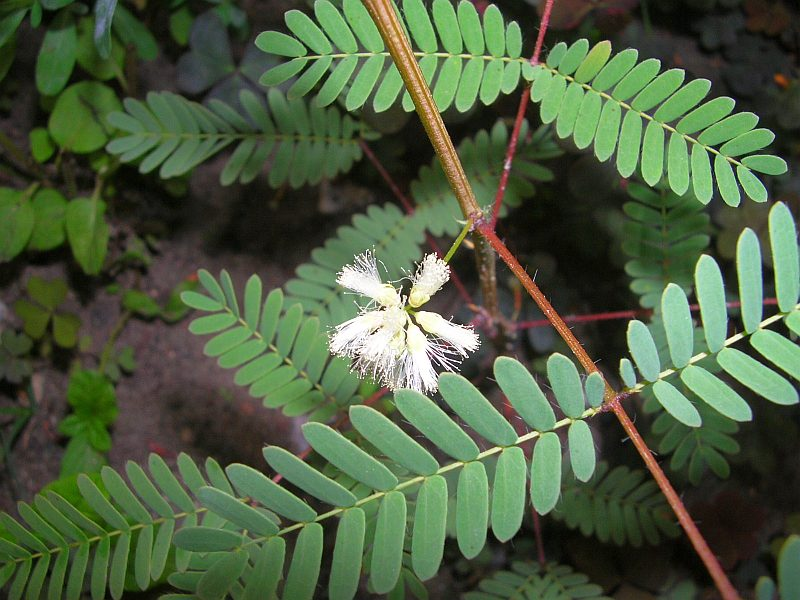